# Relations entre la France et les Nations unies
Les relations entre la France et les Nations unies désignent le rôle que joue la République française, membre permanent du Conseil de sécurité de l'ONU, au sein des institutions onusiennes.

## Culture et idéologie
Le français est l'une des deux langues de travail de l'ONU, aux côtés de l'anglais.
Les valeurs promues par l'ONU, à savoir la démocratie et les droits de l'homme, ont été théorisées en France par les Lumières au XVIIIe siècle. La France fut membre de la Société des Nations. Signe de la proximité culturelle et idéologique entre la France et les Nations unies, le siège de l'UNESCO se trouve à Paris.

## Budget
Sur la période 2016-2018, la France est le cinquième principal contributeur au budget régulier de l'ONU, à hauteur de 4,86 %. Pour le budget des opérations de maintien de la paix, la France se classe de nouveau en cinquième position avec 6,29 % des contributions. Pour ces deux indicateurs, la France est devancée par les Etats-Unis d'Amérique, la république populaire de Chine, l'Allemagne et le Japon.

## Veto français
De 1949 à 2007, la France n'a utilisé son droit de veto que 18 fois, contre 82 fois pour les États-Unis et 132 fois pour l'Union soviétique et la fédération de Russie. En 2003, la France a menacé d'utiliser son veto pour contraindre les Américains à se tenir à la résolution 1441.